# Lilla vi (tar stor plats)
Lilla vi (tar stor plats) är en serie sketchsamlingar som visades i TV4 under våren 2006. Upphovsmakare och programledare var Carina Berg.
Sketchernas inriktning handlade om "den moderna kvinnan" och Gudrun Schyman medverkade vid ett tillfälle. Recensionerna var mestadels negativa. Ett inslag som framställde Filip Hammar och Fredrik Wikingsson som talande vaginor fälldes av Granskningsnämnden den 21 februari 2007. Sista avsnittet avslutas med texten "Till minne av Lisa Walldén".

## Medverkade
- Carina Berg
- Alexandra Pascalidou
- Anna Blomberg
- Bengt Nilsson
- Björn Ranelid
- Carl Cederström
- Daniel Bergsten
- Gudrun Schyman
- Hanna Löfqvist
- Hedvid Lagerkvist
- Inger Nilsson
- Isabelle von Saenger
- Jonas Nilsson
- Karolin Nymna
- Linda Ulvaeus
- Nanne Grönvall
- Paula Mcmanus
- Rachel Molin
- Sofia Bach
- Vera Vitali